# Кула (Кутєво)
45°23′ пн. ш. 17°53′ сх. д. / 45.38° пн. ш. 17.89° сх. д.
Кула (хорв. Kula) — населений пункт у Хорватії, у Пожезько-Славонській жупанії у складі міста Кутєво.

## Населення
Населення за даними перепису 2011 року становило 331 осіб.
Динаміка чисельності населення поселення:

## Клімат
Середня річна температура становить 11,05 °C, середня максимальна – 25,53 °C, а середня мінімальна – -6,15 °C. Середня річна кількість опадів – 776 мм.
| Клімат поселення                              | Клімат поселення | Клімат поселення | Клімат поселення | Клімат поселення | Клімат поселення | Клімат поселення | Клімат поселення | Клімат поселення | Клімат поселення | Клімат поселення | Клімат поселення | Клімат поселення | Клімат поселення |
| Показник                                      | Січ.             | Лют.             | Бер.             | Квіт.            | Трав.            | Черв.            | Лип.             | Серп.            | Вер.             | Жовт.            | Лист.            | Груд.            |                  |
| Середній максимум, °C                         | 5,82             | 8,21             | 12,78            | 17,25            | 22,34            | 25,53            | 25,26            | 24,63            | 20,49            | 15,27            | 9,50             | 5,48             |                  |
| Середня температура, °C                       | −0,2             | 2,20             | 6,80             | 11,26            | 16,36            | 19,52            | 21,24            | 20,61            | 16,51            | 11,24            | 5,50             | 1,50             |                  |
| Середній мінімум, °C                          | −6,15            | −3,8             | 0,79             | 5,29             | 10,36            | 13,53            | 17,23            | 16,61            | 12,49            | 7,25             | 1,47             | −2,54            |                  |
| Норма опадів, мм                              | 49               | 48               | 46               | 58               | 74               | 97               | 69               | 67               | 56               | 70               | 79               | 63               |                  |
| Середньомісячна швидкість вітру, м/с          | 1.96             | 2.20             | 2.50             | 2.40             | 2.18             | 2.00             | 1.96             | 1.80             | 1.79             | 1.80             | 1.90             | 2.00             |                  |
| Середньомісячна сонячна радіація, кДж/м²·день | 4246             | 6954             | 10875            | 15294            | 19104            | 21265            | 22067            | 20118            | 14893            | 9197             | 4819             | 3576             |                  |
| --------------------------------------------- | ---------------- | ---------------- | ---------------- | ---------------- | ---------------- | ---------------- | ---------------- | ---------------- | ---------------- | ---------------- | ---------------- | ---------------- | ---------------- |
| Джерело:                                      |                  |                  |                  |                  |                  |                  |                  |                  |                  |                  |                  |                  |                  |